# Szvacsina Géza
Szvacsina Géza (Mezőpanit, 1849. – Budapest, 1917. április 16.) jogász, királyi tanácsos, Kolozsvár polgármestere 1898 és 1913 között, a kolozsvári süketnémák és vakok intézeteinek megalapítója, azok felügyelő bizottsági elnöke.

## Életpályája
Elemi iskoláit Szamosújváron végezte, gimnáziumi tanulmányait pedig a kolozsvári piarista főgimnáziumban.
Ügyvédi pályára készült, de hamar otthagyta az ügyvédi gyakorlatot, mert az nem felelt meg az egyéniségének. 
1880-ban Kolozsvár város szolgálatába állott, amikor jegyzővé választották. Három év múlva egyhangúlag városi tanácsossá választották. 
1898-ban polgármesterré választották. 1913-ban, betegségei miatt, 15 évi polgármesterség, valamint 33 évi közszolgálat után nyugdíjba vonult.
Nyugdíjba vonulása után Balatonfüreden, majd a Bécs melletti Badenben kezeltette magát. Valamennyire jobban 
érezte magát, amikor a román betöréssel járó izgalmak miatt nem tudott Kolozsvárra hazamenni, útját Budapesten megszakítva 
szanatóriumba vonult. Itt érte a halál 1917. április 16-án.  Kívánsága szerint Kolozsváron temették el a város által 
felajánlott díszsírhelyen.

## Munkássága
Kolozsváron a nagyméretű közművesítés Albach Géza és Szvacsina Géza polgármesterek hivatali ideje alatt valósult meg. 
Ebben az időszakban épült ki a csatornarendszer, a vízvezeték, a közúti vasút, majd a villanyhálózat. Polgármestersége alatt a város a monarchia fontos központjává vált, nemhiába emlegették akkor Kolozsvárt kis Athén néven, főleg a fontos kulturális intézmények létesítése miatt. Sok hasznos intézmény mellett, egyik fontos alkotása 
a süketnémák és vakok intézetének megalapítása volt. 
1902-ben felavatták Mátyás király szobrát, 1906-ban átadták a nemzeti színház új épületét, 1903-ban emléktáblával jelölték meg Bolyai János szülőházát.  

### Megjelent munkái
- A Siketnémák Kolozsvári Országos Intézetének története a létesítés eszméjének keletkezésétől mostanig terjedő 9 évről; Magyar Polgár Ny., Kolozsvár, 1896
- A siketnémák államilag segélyezett kolozsvári intézetének ismertetése; Kolozsvár, 1900 (magyar és francia szöveggel)
- Jelentés a vakok kolozsvári országos intézetének 1-ső évi működéséről.(1900–1. tanév); Kolozsvár, 1901

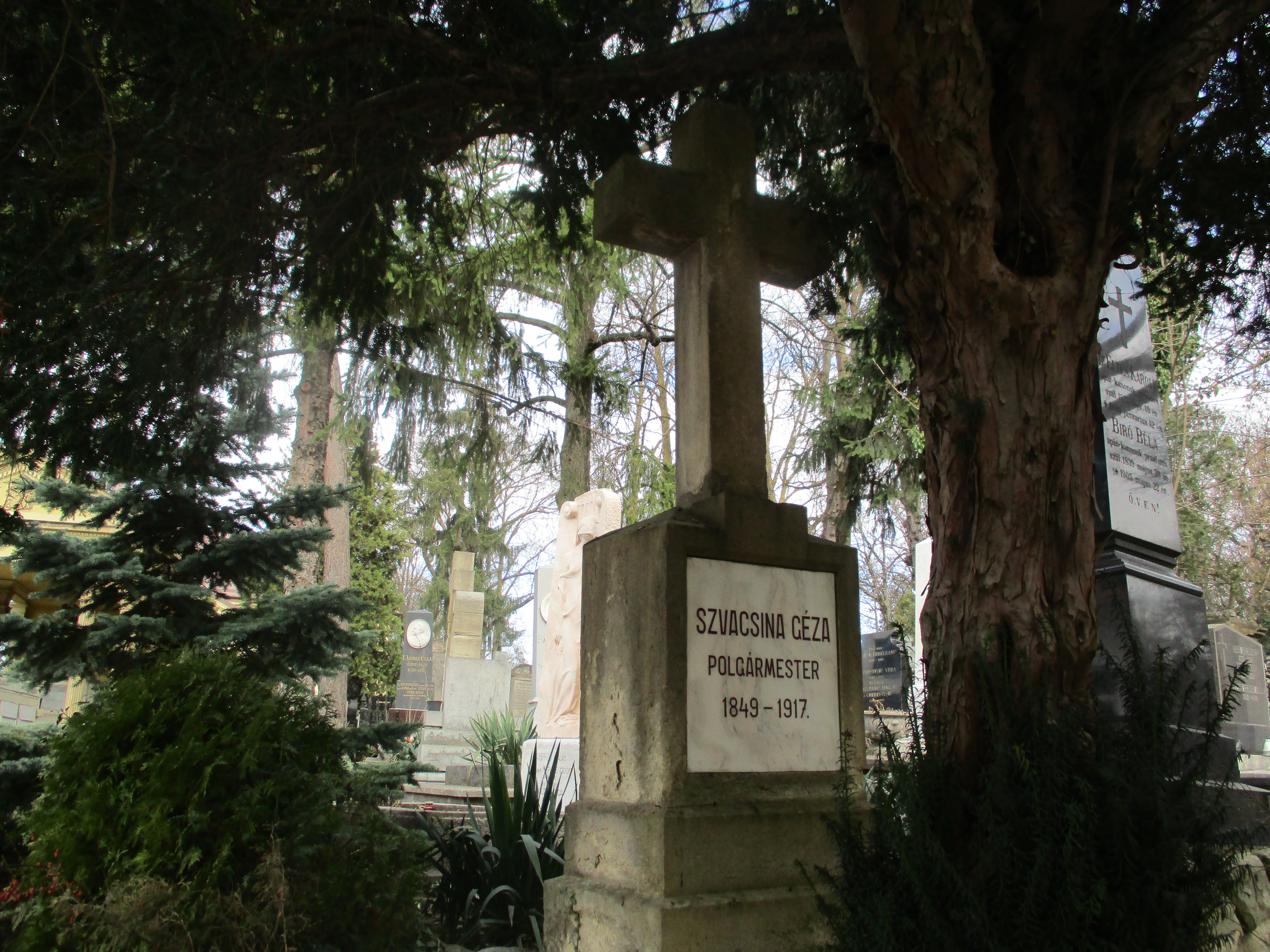
Sírja a Házsongárdi temető II.a. parcellájában

### Kitüntetései
- Ferenc József-rend lovagkeresztje, 1894
- Királyi tanácsosi cím, 1900
- Magyar királyi udvari tanácsosi cím, 1910